# Molophilus (Molophilus) niger
Molophilus (Molophilus) niger is een tweevleugelige uit de familie steltmuggen (Limoniidae). De soort komt voor in het Palearctisch gebied.